# Třída Ashland
Třída Ashland byla lodní třída výsadkových dokových lodí amerického námořnictva z období druhé světové války. Celkem do služby vstoupilo osm jednotek této třídy. Byly to první postavené dokové výsadkové lodě. Jednalo se o velmi univerzální plavidla. Jejich úkolem byla přeprava vyloďovacích plavidel, vozidel a dalšího nákladu, zároveň disponovala dílnami pro údržbu a opravy malých plavidel. Později byla jedna upravena na podpůrnou loď minolovek. Plavidla se úspěšně zapojila do vyloďovacích operací v Itálii a v Pacifiku, později byla nasazena také v korejské a vietnamské válce. Zahraničními uživateli třídy se stala Argentina a Čínská republika.

## Stavba

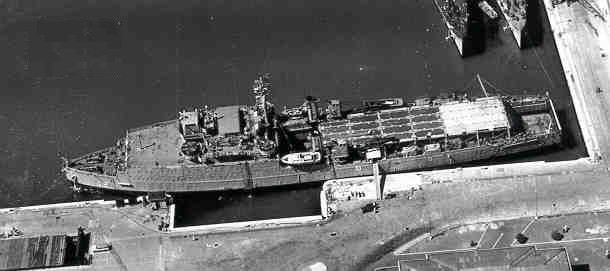
ARA Cándido de Lasala (Q-43)

Postaveno bylo osm jednotek této třídy, které byly původně autorizovány jako plavidla pro přepravu samohybného dělostřelectva s trupovými čísly APM-1 až AMP-8. Klasifikace plavidel byla 1. července 1941 změněna na dokové výsadkové lodě (LSD). Kýly osmi výsadkových lodí byly založeny od června 1942 do ledna 1943 v loděnici Moore Dry Dock Co. v Oaklandu. Jednotlivá plavidla do služby vstupovala od června 1943 do ledna 1944.
Jednotky třídy Casa Grande:
| Jméno                | Spuštěna          | Vstup do služby    | Status |
| -------------------- | ----------------- | ------------------ | --- |
| Ashland (LSD-1)      | 21. prosince 1942 | 5. června 1943     | Vyřazena 1969. |
| Belle Grove (LSD-2)  | 17. února 1943    | 9. srpna 1943      | Vyřazena 1969. |
| Carter Hall (LSD-3)  | 4. března 1943    | 18. září 1943      | Roku 1962 překlasifikována na podpůrnou loď minolovek, vyřazena 1969.                                                   |
| Gunston Hall (LSD-5) | 1. května 1943    | 10. listopadu 1943 | Vyřazena, dne 1. května 1970 prodána Argentině jako ARA Cándido de Lasala (Q-43), vyřazena 1981.                        |
| Lindenwald (LSD-6)   | 11. června 1943   | 9. prosince 1943   | Vyřazena 1967. |
| Oak Hill (LSD-7)     | 25. června 1943   | 5. ledna 1944      | Vyřazena 1969. |
| White Marsh (LSD-8)  | 19. července 1943 | 29. ledna 1944     | Vyřazena 1956, roku 1960 zapůjčena Čínské republice jako Čung-čeng (LSD-191), roku 1977 odkoupena a roku 1985 vyřazena. |

## Konstrukce

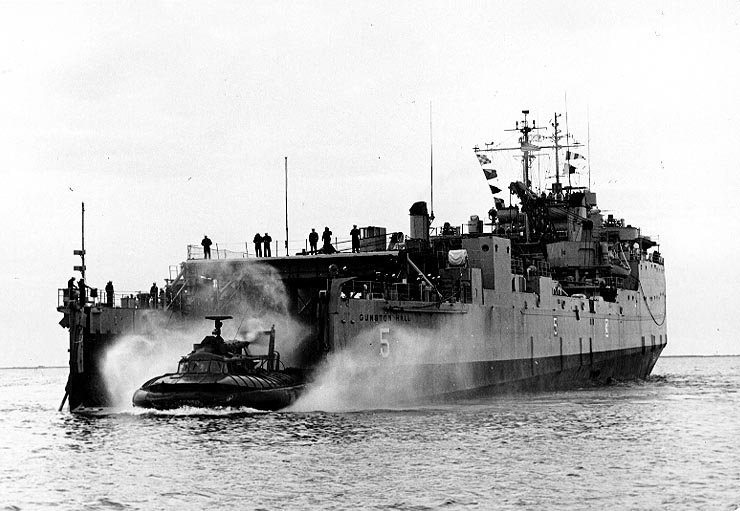
Gunston Hall (LSD-5)

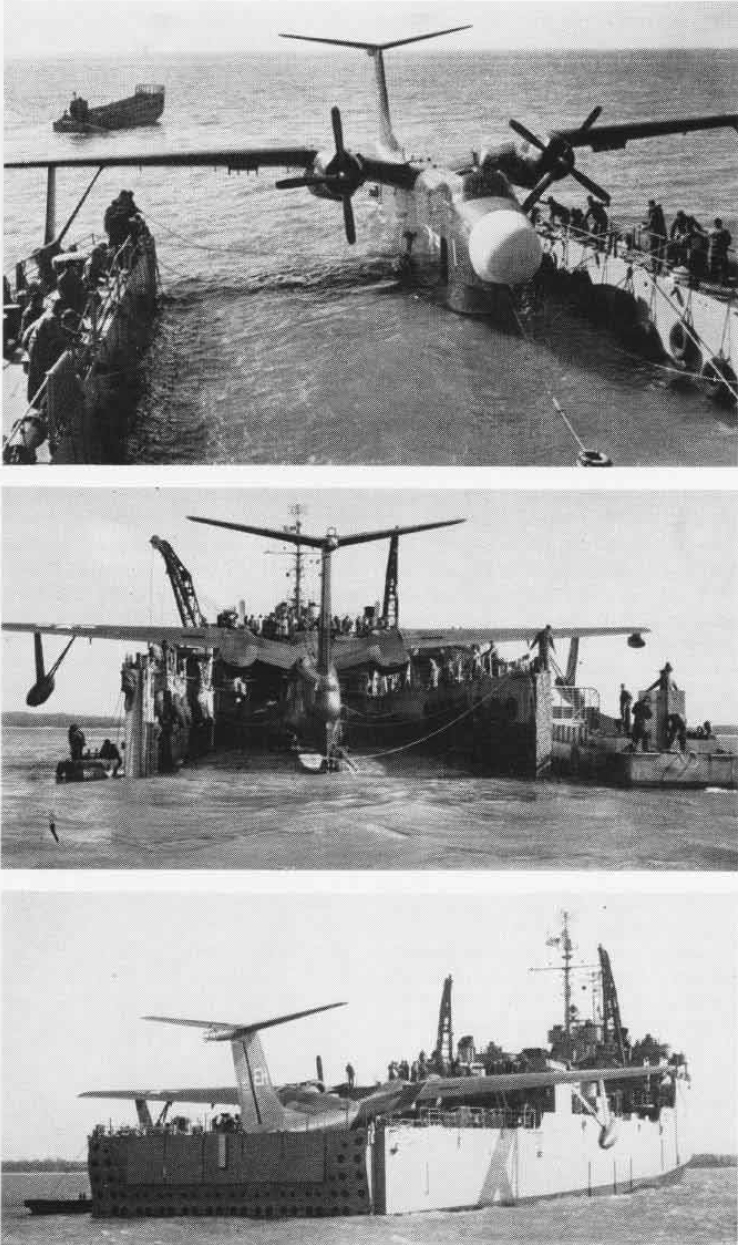
Hydroplán Martin P5M-2 Marlin nesený výsadkovou lodí Ashland

Převážnou část délky plavidla vyplňoval dok, ze kterého nesená plavidla vyplouvala vlastní silou. Existovala řada variant uspořádání přepravovaných lodí, výsadková loď pojmula například 18 vyloďovacích člunů LCM, nebo tři velké vyloďovací čluny LCU, nebo dva tankové výsadkové čluny LCT Mk III/IV s kapacitou 12 středních tanků, nebo tři výsadkové čluny LCT Mk I/II s kapacitou 5 středních tanků. Alternativně bylo možno nést 41 obojživelných vozidel LVT, nebo 47 vozidel DUKW, anebo 1500 tun nákladu. Základní výzbroj představoval jeden 127mm kanón, dvanáct 40mm kanónů Bofors a šestnáct 20mm kanónů Oerlikon. Pohonný systém tvořily dva kotle a dvě turbíny, roztáčející dva lodní šrouby. Nejvyšší rychlost dosahovala 17 uzlů. Dosah byl 8000 námořních mil při rychlosti 15 uzlů.

### Modifikace
Pro nasazení v korejské válce byla plavidla vybavena plošinou pro přistání vrtulníku. Výsadková loď Ashland byla roku 1957 modifikována na mateřskou loď hydroplánů, nesoucí šest strojů Martin P5M-2 Marlin. Po šestitýdenním zkušebním nasazení v Karibiku bylo plavidlo vyřazeno.
Roku 1959 americké námořnictvo plánovalo upravit tři jednotky třídy Ashland na nosiče strategických bombardovacích hydroplánů Martin P6M SeaMaster. Celý program P6M však byl zanedlouho zrušen.
Roku 1962 byla výsadková loď Epping Forest přestavěna na podpůrnou loď minolovek (MCS-7), kterých na palubě nesla celkem 10 kusů.